# Nicole Agnelli
Nicole Agnelli (Sondrio, 25 febbraio 1992) è un'ex sciatrice alpina italiana.

## Biografia
Nicole Agnelli, originaria di Caspoggio, ha esordito nel Circo bianco il 20 gennaio 2007 a Hemsedal (in Norvegia) giungendo 46ª in supergigante valido come gara FIS. Ha debuttato in Coppa Europa l'11 gennaio 2010 sul tracciato di casa di Caspoggio in combinata, senza completare la gara.
Nel 2012 è stata convocata per i Mondiali juniores di Roccaraso, dove ha vinto la medaglia d'argento nella gara a squadre assieme a Giordano Ronci, Karoline Pichler e Alex Zingerle. Nel novembre 2013 ha conquistato il primo podio in Coppa Europa arrivando 3ª nello slalom gigante di apertura della stagione, disputato sulle nevi di Levi; poco più tardi, il 17 dicembre, ha debuttato in Coppa del Mondo, senza concludere lo slalom speciale di Courchevel.
Il 14 marzo 2014 a Soldeu ha conquistato in slalom gigante la sua unica vittoria, nonché ultimo podio, in Coppa Europa; il 28 dicembre 2014 ha ottenuto nello slalom gigante disputato a Kühtai il suo miglior piazzamento di carriera in Coppa del Mondo (17ª) e il 24 gennaio 2017 ha disputato la sua ultima gara nel massimo circuito internazionale, lo slalom gigante di Plan de Corones che non ha completato. Si è ritirata al termine della stagione 2017-2018 e la sua ultima gara in carriera è stata lo slalom gigante dei Campionati italiani 2018, il 24 marzo a Santa Caterina Valfurva, che la Agnelli non ha completato; non ha preso parte né a rassegne olimpiche né iridate.

## Palmarès

### Mondiali juniores
- 1 medaglia:
  - 1 argento (gara a squadre a Roccaraso 2012)

### Coppa del Mondo
- Miglior piazzamento in classifica generale: 84ª nel 2015

### Coppa Europa
- Miglior piazzamento in classifica generale: 11ª nel 2014
- 5 podi:
  - 1 vittoria
  - 1 secondo posto
  - 3 terzi posti

#### Coppa Europa - vittorie
| Data          | Località | Paese   | Specialità |
| ------------- | -------- | ------- | ---------- |
| 14 marzo 2014 | Soldeu   | Andorra | GS         |

Legenda:

GS = slalom gigante

### Campionati italiani
- 3 medaglie[1]:
  - 1 argento (slalom speciale nel 2015)
  - 2 bronzi (slalom gigante nel 2014; slalom speciale nel 2017)